# Scharfe Barte
Die Scharfe Barte ist ein Kabarettpreis, der seit 1995 jährlich von der Stadt Melsungen vergeben wird. Es handelt sich um einen Publikumspreis. Dazu vergibt eine Jury den ersten bis dritten Jurypreis. Gelegentlich wird auch ein Nachwuchspreis verliehen. Der Preis ist benannt nach dem Wahrzeichen der „Bartenwetzer“-Stadt Melsungen, der Barte (Beil).

## Preisträger
| Jahr | Publikumspreis „Scharfe Barte“ | 1. Platz                                       | 2. Platz                                       | 3. Platz                             | Nachwuchspreis              |
| ---- | ------------------------------ | ---------------------------------------------- | ---------------------------------------------- | ------------------------------------ | --------------------------- |
| 1995 |                                | „Faberhaft Guth“                               | „Gestörte Philippsruhe“                        | Helge Fichtner                       |                             |
| 1996 |                                | Lutz von Rosenberg-Lipinsky                    | „Schiffer/Beckmann“                            | „Die Allergiker“                     |                             |
| 1997 | Robert Griess                  | „Die Scheinheiligen“                           | „Ramazotti-Sisters“                            | „Die Kettwichte“                     |                             |
| 1998 | „Weiberkram“                   | Rolf Miller                                    | Ingo Börchers                                  | „Weiberkram“                         |                             |
| 1999 | „Die Buschtrommel“             | „Pappenheim Peepshow“                          | „Die Buschtrommel“                             | Sebastian Schnoy                     |                             |
| 2000 | „Knut & Knut“                  | „Knut & Knut“                                  | Uwe Kleibrink                                  | „Sybille & die kleinen Wahnsinnigen“ |                             |
| 2001 | K. W. Timm                     | K. W. Timm                                     | Seibel & Wohlenberg                            | „Neue Deutsche Betroffenheit“        |                             |
| 2002 | Kai Magnus Sting               | Angela Buddecke                                | Kai Magnus Sting                               | Christian Ehring                     |                             |
| 2003 | Christoph Sieber               | Christoph Sieber                               | „Die Buschtrommel“                             | Eure Mütter                          |                             |
| 2004 | Peter Vollmer                  | Peter Vollmer                                  | Gerd Weismann                                  | Martin Herrmann                      | „Die Ningdongs“             |
| 2005 | Thomas Schreckenberger         | Frank Fischer                                  | „Top Sigrid“ (Eva Eiselt und Christine Prayon) | Thomas Schreckenberger               | Dietrich & Raab             |
| 2006 | Lothar Bölck                   | Lothar Bölck                                   | Martin Maier-Bode                              | „Drittbrettfahrer“                   |                             |
| 2007 | Alfred Mittermeier             | Heidi Friedrich                                | Werner Koczwara                                | „Ensemble Weltkritik“                |                             |
| 2008 | Michael Krebs                  | Benjamin Eisenberg                             | Michael Krebs                                  | Sabine Henke                         | Nepo Fitz                   |
| 2009 | Björn Pfeffermann              | Björn Pfeffermann                              | „Das Parkbankduo“                              | Erik Lehmann                         |                             |
| 2010 | Ludger K.                      | Ludger K.                                      | Lorenz Böhme                                   | Nils Heinrich                        |                             |
| 2011 | Tilman Lucke                   | Mia Pittroff                                   | Tilman Lucke                                   | Özgür Cebe                           |                             |
| 2012 | Podewitz                       | Ecco Meineke                                   | Podewitz                                       | Sven Kemmler                         |                             |
| 2013 | Christoph Tiemann              | Christoph Tiemann                              | Volker Weininger                               | Roger Stein                          | Martin Valenske             |
| 2014 | Lars Redlich                   | Erik Lehmann                                   | John Doyle                                     | Lars Redlich                         |                             |
| 2015 | Heinrich Del Core              | „Nord-Süd-Gefälle“ (Mike & Aydin)              | Björn Pfeffermann                              | Heinrich Del Core                    | „Lieblingsfarbe Schokolade“ |
| 2016 | Kai Spitzl                     | Kai Spitzl                                     | Gerald Wolf                                    | C.Heiland                            |                             |
| 2017 | Johannes Flöck                 | Onkel Fisch – Adrian Engels & Markus Riedinger | Martin Hermann                                 | Johannes Flöck                       | Mattias Engling             |
| 2018 | Blömer // Tillack              | Michael Tumbrinck                              | Blömer // Tillack                              | Helmuth Steierwald                   | Kabarett-AG „Westhäkchen“   |
| 2019 | Sven Garrecht                  | Sven Garrecht                                  | Florian Wagner                                 | Nikita Miller                        | Florian Wagner              |